# Lentithecium fluviatile
Lentithecium fluviatile är en svampart som först beskrevs av Aptroot & Van Ryck., och fick sitt nu gällande namn av K.D. Hyde, J. Fourn. & Yin. Zhang 2009. Lentithecium fluviatile ingår i släktet Lentithecium, ordningen Pleosporales, klassen Dothideomycetes, divisionen sporsäcksvampar och riket svampar.   Inga underarter finns listade i Catalogue of Life.